# 真安莉站
真安莉站（英語：Jannali Station），又译作坚内利站，是雪梨城市鐵路的東郊及伊拉瓦拉線的一個沿線車站，它服務悉尼的的一個往宅區—真安莉。它有兩個月台，都是一邊一個月台。

## 歷史
真安莉站在1931年2月7日開幕，以發展附近的住宅區。車站一直沿用至現在。

## 月台服務
大部份時間每小時會在2班列車，星期一至五的繁忙時間會加設班次。有時會有南海岸線的列車停在此站。

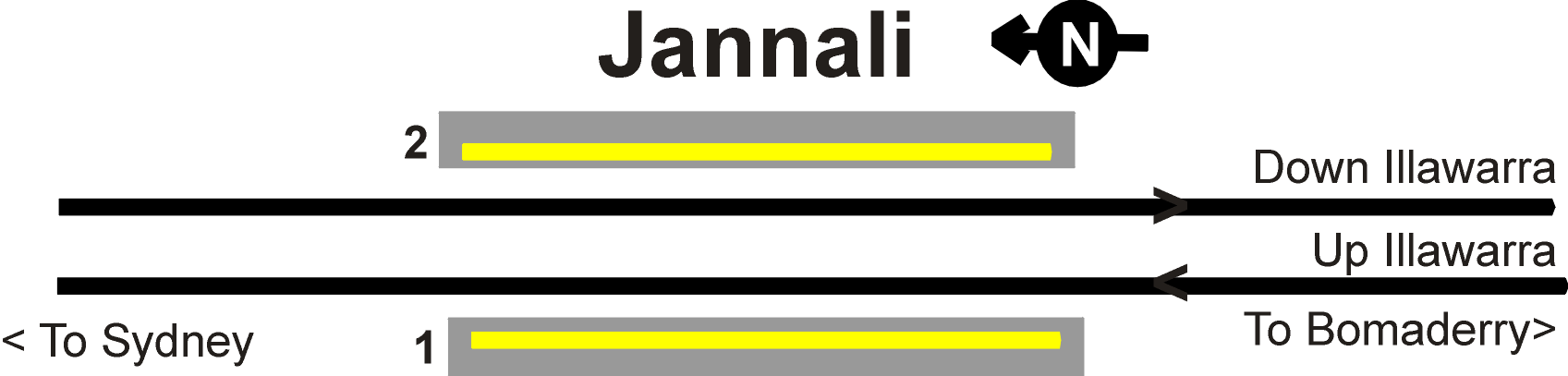
真安莉站路軌圖。

1號月台
- 東郊及伊拉瓦拉線 — 往邦迪聯運

2號月台
- 東郊及伊拉瓦拉線 — 往瀑布

### 傷殘人士設施
該站設有傷殘人士設施，並連接一條天橋，使坐輪椅的人士能容易上落。

## 外部連結
| 往都會區 | 路線             | 往外城 |
| 高霧     | 東郊及伊拉瓦拉線 | 薩瑟蘭 |

1. ↑  Bureau of Transport Statistics.  (PDF). Transport NSW.   [12 July 2018]. （原始内容存档 (PDF)于2020-02-28）.
2. ↑  . City Rail.   [29 June 2009]. （原始内容存档于2011-12-01）.